# Белдюз
Бельдюз (? — 4 апреля 1103) — половецкий хан, совершал набеги, нарушая мирные клятвы, казнён по приказу Владимира Мономаха

## Биография
Один из половецких ханов, нарушал мирные условия, совершая набеги на русские земли. Весной 1103 года на совете ханов решалось воевать с русскими князьями или нет, молодые половецкие ханы потребовали войны и похода в русские земли. В битве на реке Сутени, где погибли 20 ханов, среди которых были Урусоба и Алтунопа, был взят в плен дружинниками и выдан князьям.
Просил Святополка Изяславича даровать ему жизнь, в обмен за богатый выкуп, но Святополк отвёл его к Владимиру Мономаху, который сказал ему: «Ты не учил детей своих и товарищей бояться клятвопреступления. Сколько раз вы обещали мир и губили Христиан? Да будет же кровь твоя на главе твоей!»
По приказу Владимира Мономаха, он был казнён за нарушение мирных клятв. Хана разрубили на части.